# Chen Xiaodong
Chen Xiaodong (chiń. 陈晓冬; ur. 11 stycznia 1988 w Szanghaju) – chińska szablistka, brązowa medalistka mistrzostw świata. 
W 2008 roku zdobyła srebrny medal indywidualnie na mistrzostwach świata juniorów w Acireale.
Podczas mistrzostw świata w Antalyi w 2009 roku Chinki w składzie: Bao Yingying, Li Fei, Ni Hong i Chen Xiaodong zdobyły brązowy medal w turnieju drużynowym. W tej samej konkurencji była też między innymi ósma na mistrzostwach świata w Katanii w 2011 roku i mistrzostwach świata w Kijowie w 2012 roku. 
Ponadto wywalczyła złoty medal drużynowo na igrzyskach azjatyckich w Kantonie w 2010 roku.
Wystartowała na igrzyskach olimpijskich w Londynie w 2012 roku, gdzie w turnieju indywidualnym odpadła w drugiej rundzie. Był to jej jedyny start olimpijski.